# Os Irmãos Corsos
Os Irmãos Corsos (em francês:  Les Frères corses) é um livro do escritor francês Alexandre Dumas (pai), publicado em 1844.

## Sinopse

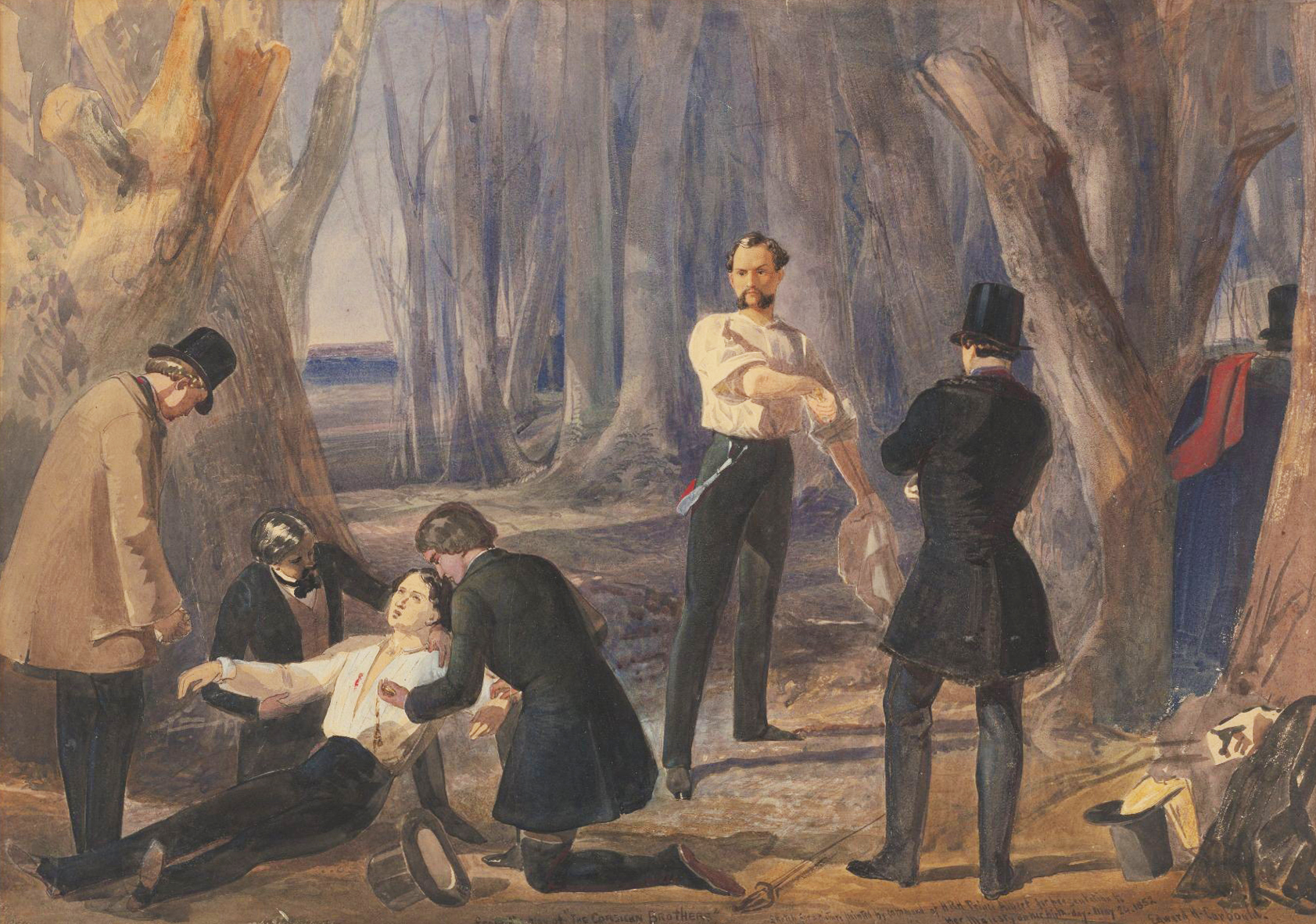
Os Irmãos Corsos (The Corsican Brothers), Edward Henry Corbould, 1852

O livro é dividido em três “momentos”. No primeiro Alexandre, em viagem à Córsega, conhece à Família De Franchi, em especial o jovem Lucien', com quem começa uma forte amizade. São retratados paisagens, costumes e ressaltada à etiqueta e hospitalidade corsa. Alexandre fica sabendo sobre o irmão gêmeo de Lucien, Louis, e que ambos nasceram unidos (tendo de ser separados cirurgicamente), bem como do fato dos De Franchi nascidos homens receberem a visita de seus parentes próximos recém-mortos, ou então a visita dos espíritos dos antepassados quando na véspera de sua própria morte. Fica sabendo também que Lucien e Louis, em função de sua singular ligação, conseguem sentir as dores, físicas e espirituais, um do outro.
Num segundo momento, Alexandre, de volta a Paris, conhece o melancólico e angustiado Louis De Franchi, e ambos também se tornam grandes amigos. Ao final desta parte, Louis, aceitando um duelo em nome da honra, mesmo sem nunca ter pego em armas, arranca de Alexandre a promessa de guardar segredo do ocorrido de Lucien e de sua mãe. Dizendo ter sido visitado pela alma de seu pai, Louis tomba ao final do duelo, em razão da larga experiência do desafiante.
Num terceiro momento, Lucien viaja até Paris e procura Alexandre; diz ter sido visitado pelo espírito de seu irmão, que tudo lhe contou. Experiente com armas e sem receber a visita de um espírito anunciando sua morte, Lucien vence o duelo e vinga Louis.